# Halil Ergün
Halil İbrahim Ergün (* 8. September 1946 in İznik) ist ein türkischer Theater-, Film- und Fernseh-Schauspieler.
Für seine Rolle in Böcek erhielt Ergün 1995 beim Antalya Altın Portakal Film Festivali (Filmfestival von Antalya) die Auszeichnung „Goldene Orange“ als bester Schauspieler. Im Jahr 2007 wurde er auf demselben Festival für sein Lebenswerk ausgezeichnet.

## Ehrungen
- 2018: Ehrenpreis des Filmfestivals „Türkei Deutschland“[1]

## Filmographie (Auswahl)
- 1975: İzin
- 1982: Yol – Der Weg
- 1991: Zombie und die Geisterbahn
- 1992: Mem und Zin
- 1997: Hamam – Das türkische Bad
- 2004: Büyük Yalan (TV-Serie)
- 2006–2010: Yaprak Dökümü (TV-Serie)